# Assala Nasri
Pour les articles homonymes, voir Nasri.
Assala Nasri (en arabe : أصالة مصطفى حاتم نصري), parfois simplement appelée Assala ou Asalah, est une chanteuse syrienne, née le 15 mai 1969 à Damas, qui vit aujourd'hui en Égypte.

## Jeunesse et carrière
Assala Mostafa Hatem Nasri est née dans une famille de classe moyenne. Son père, Mostafa Nasri était un compositeur et chanteur très connu. Elle commença sa carrière en chantant des musiques religieuses, patriotiques et aussi d'enfant à l'âge de 4 ans.
Son premier album, Law Ta'rafou, est enregistré en Égypte en 1993. C'est ensuite Ouala Tssadak, puis Ighdab où elle chante pour le grand poète syrien Nizar Kabbani. Suivent les albums Ghayaar Aoui, Alli Gara, Rahal, El Mouchtaka, Tawàam Errouh, Albi Biértahlak en 1998, Ya Magnoun en 1999, Yamine Allah en 2000 et E'tif Habibi en 2001.

## Vie privée
Asala se marie pour la première fois avec Ayman Al Dahabi. En 1992, elle donne naissance à sa première fille, Sham et en 1998 à son fils Khaled. Elle divorce en 2005 après plus de 15 ans de mariage.
Le 26 mars 2006, elle se marie pour la deuxième fois avec le réalisateur américano-palestinien Tarek Alarian. En mai 2011, elle donne naissance à des jumeaux, Adam et Aly, par FIV.
Elle annonce son divorce avec Tarek via un post sur Instagram le 6 janvier 2020. Assala vit actuellement au Caire, en Égypte avec ses quatre enfants. En septembre 2021, elle épouse Faeq Hassan, un irakien qui vit en Arabie saoudite.

## Prise de position
Dès le début de la guerre civile syrienne, Assala prit position contre Bachar Al Assad en se rangeant au côté des rebelles syriens.
Le roi bahreïnien Hamad bin Isa Al Khalifa lui accorde la nationalité bahreïnienne après avoir joué dans l'opérette « Love and Loyalty » à l'occasion de la fête de l'Indépendance du Bahreïn.
À présent, Assala anime une émission télévisée appelée Soula (arabe : صولا), sur Al Hayat TV et Dubai TV. Le spectacle présente des musiciens invités comme s'ils rendaient visite à Assala dans sa propre maison au Caire.

## Discographie

### Albums studio
- Ya Sabra Yana (Patient Me) (1992)
- Assala Performs Umm Kulthum (1992)
- O'zorni (Forgive Me) (1991)
- Ghayar Awi (He's So Jealous) (1993)
- Taw'am Al Rouh (My Soul's Twin) (1994)
- Ighdab (Be Angry) (1994)
- Wala Tessadda' (Don't Believe It) (1995)
- Rahal (He Left) (1996)
- Erja' Laha (Return to Her) (1996)
- Al Mushtaka (The Complaint) (1997)
- Albi Biyertahlak (My Heart Is Comfortable For You) (1998)
- Ya Magnoun (O Madman) (1999)
- Moshtaqah (I'm Missing You) (2001)
- Ya Akhi Es'al (Ask About Me) (2002)
- Yamin Allah/Haqiqat Waqe'i (I Swear/My Reality) (2001)
- Ad El Horouf (As much as the number of letters) (2003)
- Awgat (Sometimes) (2004)
- Aadi (Ordinary) (2005)
- Hayati (My Life) (2006)
- Sawaha Galbi (My Heart Has Done It) (2007), debuted at number 1, stayed for 4 weeks at number 1 beating Amr Diab's new album on Rotana's PEPSI Top 5 Albums
- Nos Halah (Half State) (2008), debuted at #1 of Rotana's Top 5 albums on both Egypt and Lebanon, stayed in the charts the following week. In its third week it peaked back at number 1 at Egypt Top 5 albums charts. In the following weeks it peaked at number 2 on the Khaleeji, the making it the first album to be in the top 2 of all charts.
- Qanoun Kaifik (Law of your fancy) (2010)
- Shakhsiya Aneeda (A Stubborn Personality) (2012)
- "60 De'ee'a Hayah" (60 Minutes of Life) (2015)
- "Alleg El Deneia" (I hang the world) (2016)
- "Mohtamma Bil Tafasil" (Interested in the Details) (2017)

### Titres
- "Law Ta'rafou" (If You Know) from Law Ta'rafou
- "Ighdab" (Get Angry) from Ighdab
- "Al Mushtaka" (The Complainer) from Al Mushtaka
- "Alf Leila We Leila" (One Thousand and One Nights) from Al Mushtaka
- "Ya Magnoun" (O Madman) from Ya Magnoun
- "Ma Oultelish" (Why Didn't You Tell Me?) from Ya Magnoun
- "Moushta'a" (I'm Missing You) from Moushta'a
- "E'tef Habibi" (Have Mercy My Love) from Moushta'a
- "Mab'ash Ana" (I Haven't Lived Up to My Name if I Don't) from Moushta'a
- "Leih El Ghorour" (Why the Arrogance?) from Ya Akhi Es'al
- "Yamin Allah" (I Swear) from Yamin Allah/Waqe'i
- "Misheit Senin" (I Walked for Years) from Ad El Horouf
- "Tassawar" (Imagine) from Ad El Horouf
- "A'taz Bek" (I Am Proud of You) from Ad El Horouf
- "Gemarhom Kellohom" (You Are the Moon Among Them) from Awgat
- "Meta Ashoufek" (When Will I See You?) from Awgat
- "Fein Habibi" (Where is My Love?) from Aadi
- "Khalik Shiwaya" (Stay) from Aadi
- "Asfa" (I'm Sorry) from Aadi
- "Aktar" (More) from Hayati
- "Khaliha 'Ala Allah" (Leave It In God's Hands) [Ramadan Single]
- "Jarhi Fel Hawa" (My Injury in Love)
- "Allah Ya Omri Aleik" (You're Amazing)
- "Arod Leih" (Why Reply?) from Hayati
- "Bein Eideik" (In Your Hands) from Hayati
- "Alamtni" (You Taught Me) from Hayati
- "Hayati" (My Life) from Hayati
- "Egrab Gerrib" (Get Closer) from Sawaha Galbi
- "Sawaha Galbi" (My Heart Did It) from Sawaha Galbi
- "La Tekhaf" (Don't Be Afraid) from Sawaha Galbi (shot as a music video in 2009)
- "Wala Dary" (Doesn't Care), debuted on at #12 on Rotana's PEPSI Top 20 Charts; reached #2 the following week and maintained its spot for the following at #2
- "Sum wa 'Asal" (Poison and Honey) 2009 Single
- "Ah law hal korsy Bye7ki" (If this chair would talk) 2011 - this song is dedicated for the Syrian revolution against Bashar al-Assad. Assala composed this song, it's her first experience in composing.
- "Shakhseya Anida" (A Stubborn Personality) 2012